# مارك بيل (لاعب دوري الرغبي)
مارك بيل (بالإنجليزية: Mark Bell)‏ هو لاعب دوري الرغبي أسترالي، ولد في 19 مارس 1967.